# مطار تشاويانغ
مطار تشاويانغ (بالصينية: 朝阳机场)(إياتا: CHG، إيكاو: ZYCY) مطار عام يقع بمدينة تشاويانغ في لياونينغ في الصين. يبلغ طول المدرج 2000 م ويرتفع عن سطح البحر 173 م. بني المطار في عام 1933، وخدم رحلات تجارية في الستينيات والثمانينيات والتسعينيات. انتهي من التوسع الأخير في أكتوبر 2007 واستؤنفت الرحلات الجوية في عام 2008.

## شركات الطيران والوجهات
| شركـات طيـران         | الوجهات                   |
| --------------------- | ------------------------- |
| طيران الصين           | مطار بكين العاصمة الدولي  |
| خطوط شرق الصين الجوية | مطار شانغهاي بودنغ الدولي |
| طيران الصين اكسبرس    | مطار تيانجين الدولي       |

## وصلات خارجية
- http://www.flightstats.com/go/Airport/airportDetails.do?airportCode=CHG